# Atletismo nos Jogos Olímpicos de Verão de 2012 - Salto em distância masculino
A competição do salto em distância masculino nos Jogos Olímpicos de Verão de 2012 aconteceu nos dias 3 e 4 de agosto no Estádio Olímpico de Londres.
Greg Rutherford, da Grã-Bretanha, conquistou a medalha de ouro com a marca de 8,31 metros na final.

## Calendário
Horário local (UTC+1).
| Data        | Horário | Fase         |
| ----------- | ------- | ------------ |
| 3 de agosto | 19:50   | Qualificação |
| 4 de agosto | 19:55   | Final        |

## Medalhistas
| Ouro   | GBR Greg Rutherford |
| Prata  | AUS Mitchell Watt   |
| Bronze | USA Will Claye      |

## Recordes
Antes desta competição, os recordes mundiais e olímpicos da prova eram os seguintes:
| Tipo | Atleta      | Marca  | Local            | Data                  |
| ---- | ----------- | ------ | ---------------- | --------------------- |
|      | Mike Powell | 8,95 m | Tóquio           | 30 de agosto de 1991  |
|      | Bob Beamon  | 8,90 m | Cidade do México | 18 de outubro de 1968 |

## Qualificação
Classificam-se para a final os atletas com marca acima de 8,10 m (Q) ou as 12 melhores marcas (q).
| Pos. | Grupo | Nome                      | CON                 | #1   | #2   | #3   | Marca | Notas |
| ---- | ----- | ------------------------- | ------------------- | ---- | ---- | ---- | ----- | ----- |
| 1    | B     | Mauro Vinícius da Silva   | BRA Brasil          | 8.07 | 8.11 | -    | 8.11  | Q     |
| 2    | A     | Marquise Goodwin          | USA Estados Unidos  | 8.11 | -    | -    | 8.11  | Q     |
| 3    | A     | Aleksandr Menkov          | RUS Rússia          | 7.87 | x    | 8.09 | 8.09  | q     |
| 4    | A     | Greg Rutherford           | GBR Grã-Bretanha    | 8.08 | 8.06 | -    | 8.08  | q     |
| 5    | B     | Christopher Tomlinson     | GBR Grã-Bretanha    | 7.62 | 8.06 | -    | 8.06  | q     |
| 6    | A     | Michel Tornéus            | SWE Suécia          | 8.03 | 7.49 | -    | 8.03  | q     |
| 7    | A     | Godfrey Khotso Mokoena    | RSA África do Sul   | x    | 7.81 | 8.02 | 8.02  | q     |
| 8    | A     | Will Claye                | USA Estados Unidos  | 7.99 | x    | 7.86 | 7.99  | q     |
| 9    | B     | Mitchell Watt             | AUS Austrália       | x    | 7.99 | -    | 7.99  | q     |
| 10   | A     | Tyrone Smith              | BER Bermudas        | 7.73 | 7.75 | 7.97 | 7.97  | q,    |
| 11   | A     | Henry Frayne              | AUS Austrália       | 7.82 | x    | 7.95 | 7.95  | q     |
| 12   | B     | Sebastian Bayer           | GER Alemanha        | 7.92 | 7.88 | 3.96 | 7.92  | q     |
| 13   | A     | Christian Reif            | GER Alemanha        | 7.81 | x    | 7.92 | 7.92  |       |
| 14   | A     | Eusebio Cáceres           | ESP Espanha         | 7.25 | 7.92 | 6.95 | 7.92  |       |
| 15   | B     | Aleksandr Petrov          | RUS Rússia          | 7.67 | 7.57 | 7.89 | 7.89  |       |
| 16   | B     | Sergey Morgunov           | RUS Rússia          | x    | 7.87 | x    | 7.87  |       |
| 17   | A     | Mohammad Arzandeh         | IRI Irã             | 7.77 | 7.75 | 7.84 | 7.84  |       |
| 18   | B     | Ignisious Gaisah          | GHA Gana            | 7.72 | 7.79 | 7.50 | 7.79  |       |
| 19   | A     | Damar Forbes              | JAM Jamaica         | 7.79 | x    | 7.48 | 7.79  |       |
| 20   | B     | Li Jinzhe                 | CHN China           | 7.59 | 7.67 | 7.77 | 7.77  |       |
| 21   | B     | Raymond Higgs             | BAH Bahamas         | x    | 7.76 | x    | 7.76  |       |
| 22   | A     | Alyn Camara               | GER Alemanha        | 7.72 | x    | 7.69 | 7.72  |       |
| 23   | A     | Salim Sdiri               | FRA França          | 7.71 | 7.58 | 5.75 | 7.71  |       |
| 24   | B     | Ndiss Kaba Badji          | SEN Senegal         | 7.66 | x    | 7.64 | 7.66  |       |
| 25   | B     | Arsen Sargsyan            | ARM Armênia         | 7.38 | 7.62 | 7.60 | 7.62  |       |
| 26   | B     | Povilas Mykolaitis        | LTU Lituânia        | x    | x    | 7.61 | 7.61  |       |
| 27   | B     | Stanley Gbagbeke          | NGR Nigéria         | x    | 5.71 | 7.59 | 7.59  |       |
| 28   | B     | Marcos Chuva              | POR Portugal        | x    | 7.55 | 7.06 | 7.55  |       |
| 29   | A     | Loúis Tsátoumas           | GRE Grécia          | 7.53 | 7.48 | x    | 7.53  |       |
| 30   | A     | Štepán Wagner             | CZE República Checa | 7.39 | 7.50 | 7.47 | 7.50  |       |
| 31   | B     | Viktor Kuznyetsov         | UKR Ucrânia         | 7.43 | x    | 7.50 | 7.50  |       |
| 32   | B     | Luis Rivera               | MEX México          | 7.42 | x    | 7.29 | 7.42  |       |
| 33   | A     | Lin Ching-Hsuan           | TPE Taipé Chinês    | 7.38 | 7.35 | x    | 7.38  |       |
| 34   | A     | Supanara Sukhasvasti      | THA Tailândia       | 7.38 | x    | 7.35 | 7.38  |       |
| 35   | A     | Boleslav Skhirtladze      | GEO Geórgia         | 7.26 | 6.95 | 6.90 | 7.26  |       |
| 36   | A     | Zhang Xiaoyi              | CHN China           | 7.25 | x    | x    | 7.25  |       |
| 37   | B     | Mohamed Fathalla Difallah | EGY Egito           | x    | 7.08 | x    | 7.08  |       |
| 38   | B     | Roman Novotný             | CZE República Checa | x    | 6.96 | x    | 6.96  |       |
| 39   | B     | George Kitchens           | USA Estados Unidos  | x    | x    | 6.84 | 6.84  |       |
| 40   | A     | Vardan Pahlevanyan        | ARM Armênia         | x    | 6.55 | x    | 6.55  |       |
| —    | B     | Luis Felipe Méliz         | ESP Espanha         | x    |      |      | NM    |       |
| —    | B     | Irving Saladino           | PAN Panamá          | x    | x    | x    | NM    |       |

## Final

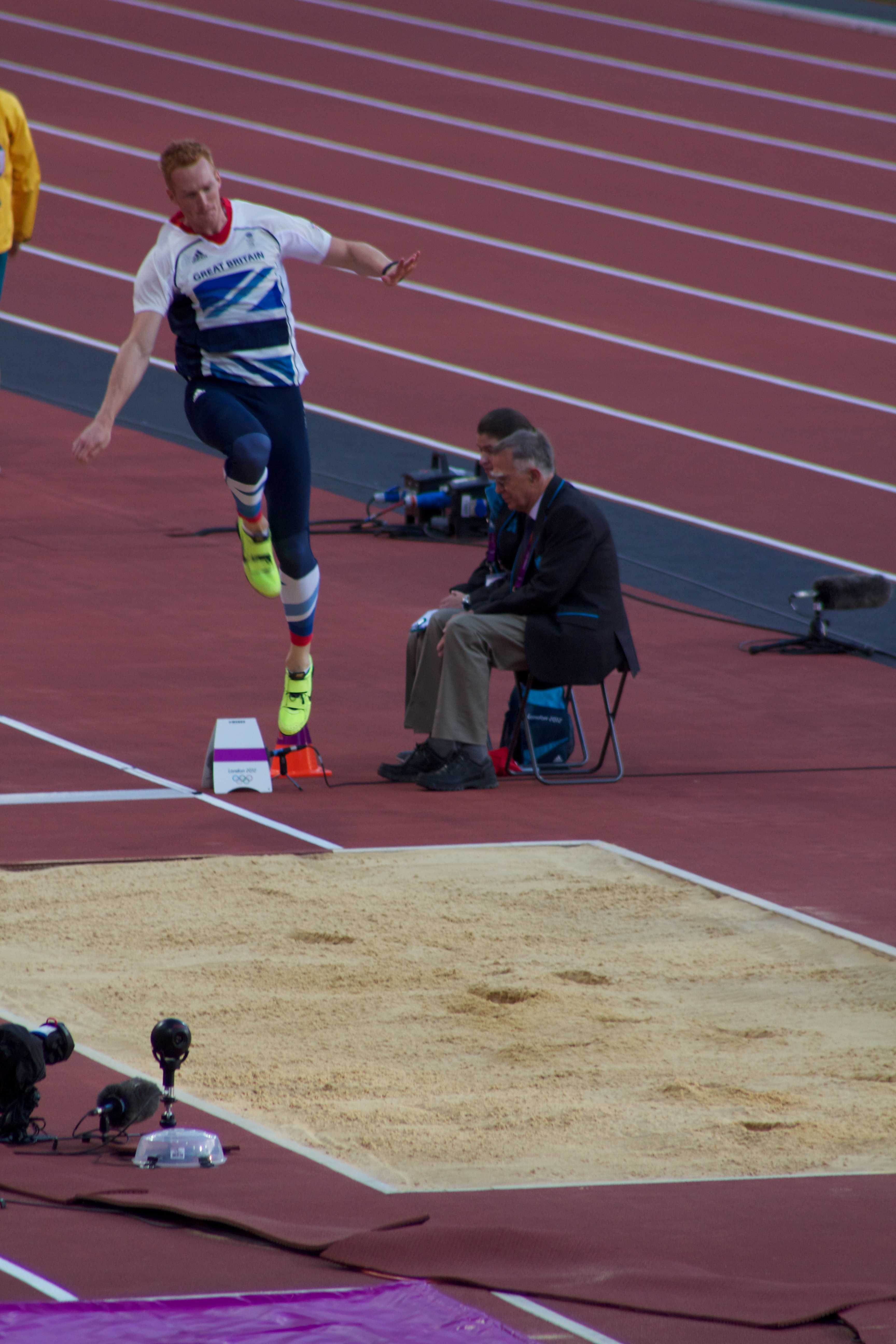
Greg Rutherford durante a execução de um dos saltos na final.

| Pos.              | Nome                    | CON                | #1   | #2   | #3   | #4   | #5   | #6   | Marca | Notas |
| ----------------- | ----------------------- | ------------------ | ---- | ---- | ---- | ---- | ---- | ---- | ----- | ----- |
| Medalha de ouro   | Greg Rutherford         | GBR Grã-Bretanha   | 6.28 | 8.21 | 8.14 | 8.31 | x    | 6.33 | 8.31  |       |
| Medalha de prata  | Mitchell Watt           | AUS Austrália      | x    | 7.97 | x    | x    | 8.13 | 8.16 | 8.16  |       |
| Medalha de bronze | Will Claye              | USA Estados Unidos | 7.98 | 8.07 | 7.93 | 8.12 | 7.96 | x    | 8.12  |       |
| 4                 | Michel Tornéus          | SWE Suécia         | 7.63 | 7.80 | 8.07 | 8.11 | 8.07 | 7.98 | 8.11  |       |
| 5                 | Sebastian Bayer         | GER Alemanha       | 7.87 | x    | 7.96 | 8.10 | 7.96 | 7.98 | 8.10  |       |
| 6                 | Christopher Tomlinson   | GBR Grã-Bretanha   | 8.06 | 7.87 | 7.83 | 8.07 | 7.74 | 7.76 | 8.07  |       |
| 7                 | Mauro Vinícius da Silva | BRA Brasil         | x    | x    | 7.96 | 8.01 | x    | x    | 8.01  |       |
| 8                 | Godfrey Khotso Mokoena  | RSA África do Sul  | 7.93 | x    | 7.62 | x    | x    | x    | 7.93  |       |
| 9                 | Henry Frayne            | AUS Austrália      | 7.85 | x    | 7.63 |      |      |      | 7.85  |       |
| 10                | Marquise Goodwin        | USA Estados Unidos | x    | 7.80 | 7.76 |      |      |      | 7.80  |       |
| 11                | Aleksandr Menkov        | RUS Rússia         | x    | x    | 7.78 |      |      |      | 7.78  |       |
| 12                | Tyrone Smith            | BER Bermudas       | 7.70 | x    | x    |      |      |      | 7.70  |       |

Legenda
| Recorde mundial      | Recorde mundial (World record)               |                       | Recorde africano                      | Recorde africano (African) |                                           | Q | Classificado por posição (Qualified) |
| Recorde olímpico     | Recorde olímpico (Olympic record)            | Recorde da América    | Recorde da América (Americas)         | q                          | Classificado por melhor tempo (Qualified) |   |                                      |
| Melhor marca do ano  | Melhor marca do ano (World leading)          | Recorde asiático      | Recorde asiático (Asian)              | DNS                        | Não largou (Did not start)                |   |                                      |
| Recorde nacional     | Recorde nacional (National record)           | Recorde europeu       | Recorde europeu (European)            | DNF                        | Não terminou (Did not finish)             |   |                                      |
| Recorde pessoal      | Recorde pessoal do atleta (Personal best)    | Recorde da Oceania    | Recorde da Oceania (Oceania)          | DSQ / DQ                   | Desclassificado (Disqualified)            |   |                                      |
| Recorde da temporada | Recorde da temporada do atleta (Season best) | Recorde sul-americano | Recorde sul-americano (South America) | NM                         | Sem marca (No mark)                       |   |                                      |